# ISO 50001

Logotip de l'Organització Internacional per a l'Estandardització

La norma ISO 50001 Sistemes de gestió energètica: requisits amb guia per al seu ús, és una norma internacional creada per l'Organització Internacional per a l'Estandardització (ISO). Ajuda les organitzacions de tots els sectors a utilitzar l'energia de manera més eficient mitjançant el desenvolupament d'un sistema de gestió energètica. La norma especifica els requisits per establir, implementar, mantenir i millorar un sistema de gestió energètica, l'objectiu del qual és permetre a una organització seguir un enfocament sistemàtic per aconseguir una millora contínua del rendiment energètic, incloent-hi l'eficiència energètica, la seguretat energètica, l'ús i el consum d'energia.
L'estàndard té com a objectiu ajudar les organitzacions a reduir contínuament el seu consum d'energia i, per tant, els seus costos energètics i les seves emissions de gasos d'efecte hivernacle.
ISO La norma 50001 va ser publicada originalment per l'ISO el juny de 2011 i és adequada per a qualsevol organització, independentment de la seva mida, sector o ubicació geogràfica. La segona edició, ISO 50001:2018 es va publicar a l'agost de 2018.
El sistema està modelat segons la ISO Sistema de gestió de qualitat 9001 i la ISO El Sistema de Gestió Ambiental (SGA) 14001 i la versió 2018 tenen clàusules modulars amb tots dos.
Una característica important de l'ISO 50001 és el requisit per "... millorar el SGE i el rendiment energètic resultant" (clàusula 4.2.1)c). Les altres normes esmentades aquí (ISO 9001 i ISO 14001) requereixen una millora de l'eficàcia del Sistema de Gestió però no de la qualitat del producte/servei (ISO 9001) o al rendiment ambiental (ISO 14001). Es preveu que mitjançant la implementació de la norma ISO Les normes 9001 i 14001 juntes millorarien la qualitat i el rendiment ambiental d'una organització, però actualment les normes no especifiquen això com a requisit.
ISO Per tant, la norma 50001 ha fet un gran salt endavant en "elevar el llistó" en exigir a una organització que demostri que ha millorat el seu rendiment energètic. No hi ha objectius quantitatius especificats.– una organització tria els seus propis objectius i després crea un pla d'acció per assolir-los. Amb aquest enfocament estructurat, és més probable que una organització vegi alguns beneficis financers tangibles.

## Motius d'ús
L'objectiu principal de la norma és millorar contínuament el rendiment i l'eficiència energètica relacionats amb l'energia i identificar oportunitats de reducció d'energia. Aquest enfocament sistemàtic ajudarà les organitzacions a establir sistemes i processos.
Una gestió energètica coherent ajuda les organitzacions a aconseguir un potencial d'eficiència energètica inexplorat. Es beneficiaran de l'estalvi de costos i faran una contribució significativa a la protecció del medi ambient i el clima, per exemple mitjançant la reducció permanent de les emissions  CO2. L'estàndard hauria d'alertar els empleats i, en particular, el nivell directiu, sobre els guanys immediats i a llarg termini que es poden obtenir en la gestió energètica. L'organització pot descobrir possibles estalvis i avantatges competitius. A més, es pot crear un gran impuls d'imatge per a l'organització.

## Rerefons
Les organitzacions de tot tipus i mida volen reduir cada cop més la quantitat d'energia que consumeixen. Això està impulsat per la necessitat o el desig de:
- reduir costos,
- reduir l'impacte de l'augment dels costos,
- complir els objectius de carboni legislatius o autoimposats,
- reduir la dependència dels combustibles fòssils, i
- millorar la reputació de l'entitat com a organització socialment responsable.

Paral·lelament, els governs volen reduir cada cop més les emissions de gasos d'efecte hivernacle dels seus ciutadans i indústries, i imposen mecanismes legislatius per obligar a la reducció de carboni amb més freqüència.
En resposta, es van desenvolupar una sèrie d'estàndards, especificacions i regulacions de gestió energètica a Austràlia, Xina, Dinamarca, França, Alemanya, Irlanda, Japó, República de Corea, Països Baixos, Singapur, Suècia, Taiwan, Tailàndia, Nova Zelanda i els Estats Units.
Posteriorment, el Comitè Europeu d'Estandardització (CEN) va desenvolupar l'EN 16001:2009 Sistemes de gestió energètica. Requisits amb orientació per al seu ús com a primera norma internacional de gestió energètica. Aquesta norma es va publicar el juliol de 2009 i es va retirar l'abril de 2012, ja que havia estat substituïda per la ISO. 50001.

## Desenvolupament
L'Organització de les Nacions Unides per al Desenvolupament Industrial (UNIDO) va reconèixer que la indústria de tot el món necessitava emprendre una resposta eficaç al canvi climàtic. També va observar una proliferació d'estàndards nacionals de gestió energètica que estaven sorgint com a resposta a la demanda del mercat d'ajuda amb l'eficiència energètica.
L'abril de 2007, una reunió de parts interessades de l'UNIDO va decidir demanar a la ISO que desenvolupés una norma internacional de gestió energètica.
L'ISO, per la seva banda, havia identificat la gestió de l'energia com una de les seves cinc àrees principals per al desenvolupament de normes internacionals i, el 2008, va crear un comitè de projecte, l'ISO/PC. 242, Gestió energètica, per dur a terme el treball.
ISO/PC El 242 va ser dirigit per membres de l'ISO dels Estats Units (ANSI) i el Brasil (ABNT). A més, el seu lideratge incloïa els membres de l'ISO de la Xina (SAC) i el Regne Unit (BSI Group) per garantir que les economies desenvolupades i en desenvolupament participessin conjuntament en el comitè del projecte.
Experts dels organismes nacionals de normalització de 44 Els països membres de l'ISO hi van participar i 14 països més van enviar observadors. També hi van participar organitzacions de desenvolupament, com ara l'UNIDO i el Consell Mundial de l'Energia (WEC).
ISO La norma 50001 també es va basar en codis i estàndards de gestió energètica nacionals i regionals existents, inclosos els desenvolupats a la Xina, Dinamarca, Irlanda, Japó, República de Corea, Països Baixos, Suècia, Tailàndia, els Estats Units i la Unió Europea.
ISO 50001:2011 Sistemes de gestió energètica – Els requisits amb guia d'ús es van publicar el 17 de juny de 2011.
L'ISO ha publicat una versió revisada de l'ISO 50001 el 2018. La revisió reflecteix el desig de promoure l'adopció de la norma entre les petites i mitjanes empreses. També incorpora l'"estructura d'alt nivell" de la ISO per al seu ús quan les organitzacions vulguin integrar diverses normes de sistemes de gestió.

## Estructura
L'estructura de la ISO 50001 està dissenyat d'acord amb altres normes de sistemes de gestió ISO, en particular ISO 9001 (Sistemes de Gestió de Qualitat) i ISO 14001 (Sistemes de gestió ambiental). Com que els tres estàndards dels sistemes de gestió es basen en el cicle planificar-fer-comprovar-actuar (PDCA) i ara comparteixen la mateixa estructura d'alt nivell, la norma ISO El 50001 es pot integrar fàcilment a aquests sistemes.
Hi ha deu components principals de la ISO 50001:2018:
- 1. : Àmbit d'aplicació
- 2. : Referències normatives
- 3. : Termes i definicions
- 4. : Context de l'organització
- 5. : Lideratge
- 6. : Planificació
- 7. : Suport
- 8. : Operació
- 9. : Avaluació del rendiment
- 10. : Millora

## Mètode
ISO La norma 50001 proporciona un marc de requisits que ajuda les organitzacions a:
- desenvolupar una política per a un ús més eficient de l'energia,
- fixar objectius i metes per complir amb la política,
- utilitzar dades per comprendre millor i prendre decisions sobre l'ús i el consum d'energia,
- mesurar els resultats,
- revisar l'eficàcia de la política i
- millorar contínuament la gestió de l'energia.[13]

ISO La norma 50001 se centra en un procés de millora contínua per assolir els objectius relacionats amb el rendiment ambiental d'una organització (empresa, proveïdor de serveis, administració, etc.). El procés segueix un enfocament de planificar-fer-comprovar-actuar.
- Planificar :

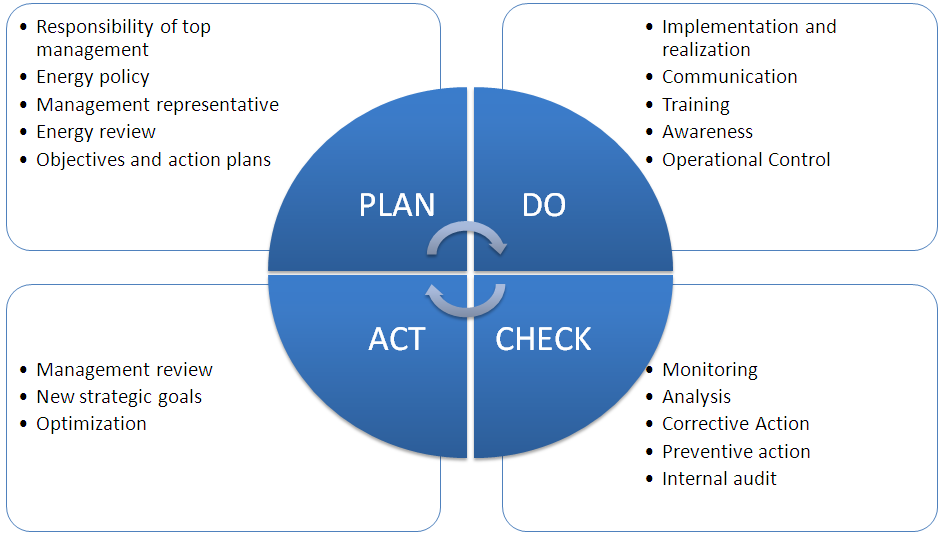
Les 4 fases del cercle PDCA

La responsabilitat general del sistema de gestió energètica instal·lat ha de recaure en l'alta direcció. S'ha de nomenar un responsable d'energia i un equip energètic. A més, l'organització ha de formular la política energètica en forma d'una declaració escrita que contingui la intenció i la direcció de la política energètica. La política energètica s'ha de comunicar dins de l'organització. L'equip energètic és la connexió entre la direcció i els empleats. En aquesta fase, l'organització ha d'identificar els usos energètics significatius i prioritzar les oportunitats de millora del rendiment energètic.
- Fer :

Ara s'introdueixen i s'implementen els objectius i processos establerts. Es posen a disposició els recursos i es determinen les responsabilitats. Assegureu-vos que els empleats i altres participants siguin conscients i capaços de dur a terme les seves responsabilitats de gestió energètica. Comença la realització del sistema de gestió energètica.
- Comprovar :

Un sistema de gestió energètica requereix un procés per al compliment i la valoració de les normatives relacionades amb l'energia. L'auditoria interna pot ajudar a verificar que el sistema de gestió energètica funciona correctament i genera els resultats previstos. Els processos es controlen pel que fa als requisits legals i d'altra índole (requisits del client, polítiques internes), així com als objectius de la gestió energètica de l'organització. Els resultats es documenten i es comuniquen a l'alta direcció.
- Actuar :

L'alta direcció prepara una avaluació escrita basada en l'auditoria interna. Aquest document s'anomena revisió de la direcció. Els resultats s'avaluaran segons el seu nivell de rendiment. Si cal, es poden iniciar accions correctives o preventives. S'optimitzen els processos rellevants per a l'energia i es deriven nous objectius estratègics.

## Certificació
La certificació demostra que el sistema de gestió energètica compleix els requisits de la norma ISO 50001. Això dóna als clients, les parts interessades, els empleats i la direcció més confiança que l'organització està estalviant energia. També ajuda a garantir que el sistema de gestió energètica funcioni a tota l'organització.
Un altre avantatge d'una certificació és el seu èmfasi en la millora contínua. L'organització continuarà millorant en la gestió de la seva energia. Es poden generar estalvis de costos addicionals al llarg de diversos anys. A més, certificar una organització demostra el vostre compromís públic amb la gestió de l'energia.
UKAS, l'esquema d'acreditació d'organismes de certificació al Regne Unit, acredita els organismes de certificació per dur a terme la certificació de sistemes de gestió energètica empresarial segons la norma ISO. 50001. El juliol de 2018, hi havia 15 organismes del Regne Unit amb l'acreditació necessària per dur a terme auditories independents i emetre la certificació de sistemes de gestió energètica segons la norma ISO. 50001.

## Impacte
L'ISO va informar que la norma va tenir una bona acollida al mercat quan es va publicar per primera vegada. A finals de gener de 2012, unes 100 organitzacions de 26 països ja havien aconseguit la certificació ISO. 50001. L'ISO també va enumerar diversos usuaris que havien informat d'un estalvi de costos i beneficis inicials significatius.
A la Xina, Delta Electronics, un proveïdor de solucions de gestió energètica i tèrmica, va informar d'una reducció del consum d'energia del 10,51%. milió kWh en comparació amb el mateix període del 2010. Això equival a una reducció del 10,2 mil tones d'emissions de carboni i un estalvi de 8 milions CNY  (1,2 milions de dòlars).
L'ISO ha declarat que creu que, amb el temps, la norma podria influir fins a un 60% del consum d'energia mundial.

## Versions
| Any  | Descripció            |
| ---- | --------------------- |
| 2011 | ISO 50001 (1a edició) |
| 2018 | ISO 50001 (2a edició) |